# Kinder des Zorns: Genesis – Der Anfang
Kinder des Zorns: Genesis – Der Anfang ist ein US-amerikanischer Horrorfilm aus dem Jahr 2011 und ist die Neuerzählung zu Kinder des Zorns die auf der Kurzgeschichte Kinder des Mais (Children of the Corn) von Stephen King basieren.

## Handlung
Tim und Allie suchen nach einer Autopanne in einem abgelegenen Bauernhaus Schutz, nachdem sie sich verlaufen haben. Hier wohnt ein mürrischer Prediger, der ihnen nur widerwillig erlaubt, das Telefon zu benutzen. Da erst am nächsten Tag ein Abschleppdienst kommen kann, bitten sie darum, eine Nacht hier bleiben zu dürfen. Der Prediger und seine ukrainische Frau erlassen die strengen Anweisungen, dass sie bis zum Morgen wieder weg sein müssen und nicht herumwandern dürfen, „wo Sie nicht eingeladen sind“. Tim und Allie finden ihre Gastgeber komisch, denken aber nicht viel darüber nach und gehen nach dem Abendessen ins Bett. 
Allie begibt sich jedoch mitten in der Nacht neugierig auf Erkundungstour und entdeckt, dass die Garage in eine Kultkirche umgewandelt wurde. Sie stößt dann auf ein zerfallenes Nebengebäude, in dem sie leise Schreie von einem Kind hört. Allie rennt zurück und erzählt Tim, was sie gesehen und gehört hat, aber er glaubt ihr nicht. Er willigt schließlich ein, den Prediger auf die Rufe des Kindes anzusprechen, verfällt jedoch in hypnoseähnliche Trance, als er heimlich digitale Fotos in der Kamera des Predigers betrachtet. Das Kind kommt plötzlich ins Haus, pflanzt einen Samen in Allie und verschwindet, bevor es gesehen wird. Tim und Allie versuchen, das Haus zu verlassen, werden aber von einer übernatürlichen Kraft im Haus eingesperrt. Allie greift zum Telefon und ruft die Polizei an. Sie ist sich aber nicht sicher, ob der Hilferuf sein Ziel erreicht hat, da die Leitung mitten im Gespräch unterbrochen wird. Kurz darauf schläft Allie ein und träumt davon, von Kindern in einem Getreidefeld ermordet zu werden. Allie und Tim wachen auf, als Scheinwerfer in den Raum strahlen. Ein Polizist kommt, um nach dem Haus zu sehen, wird aber in die Luft geworfen und von der übernatürlichen Kraft getötet. Nachdem Tim dies gesehen hat, besteht er auf Antworten des Predigers und erfährt so, dass diese psychokinetische Kraft die Kinder zum Überleben brauchen und bereits einen Samen in Allie gepflanzt haben.
Am nächsten Morgen bringt ein Paketbote Waren zum Haus. Er willigt ein, Tim und Allie in die Stadt zu fahren. Tim hat jedoch kein gutes Gefühl in Bezug auf den Fahrer, deshalb flieht er stattdessen mit Allie im verlassenen Polizeifahrzeug. Sie kommen aber nur bis zur Hauptstraße, denn das Kind im Nebengebäude tötet die Frau des Predigers und verursacht psychokinetisch einen Unfall, bei dem Tim stirbt. Der Paketfahrer bringt Allie zurück zum Bauernhaus, wo eine Gruppe Kinder und deren Mütter sie begrüßen. In Trance sitzt sie neben einem kleinen Kind im Nebengebäude und beginnt, ihm etwas vorzusingen. Das Kind spielt mit einer Puppe und lässt sie auf den Boden fallen, wodurch die Leiche des Polizisten vom Himmel auf den Boden fällt.

## Veröffentlichung
Der Film wurde am 30. August 2011 auf DVD und Blu-ray über das Extreme-Label von Dimension Films veröffentlicht.

## Kritik
Der Filmdienst urteilte, der Film sei ein „lahmer Trittbrettfahrer“ seiner Vorgängerfilme und erreiche nicht die „Horrorqualität“ der ersten Teile der Reihe.
Peter Osterried schrieb bei Kino-Zeit: „Was kann man von einem achten Teil einer Horrorfilmreihe erwarten, deren Erstling schon die zweifelhafte Ehre hat, als eine der weniger gelungenen Stephen-King-Verfilmungen zu gelten? Darf man überhaupt etwas erwarten, wenn die ohnehin von jeher sehr begrenzte Formelhaftigkeit der Reihe ein ums andere Mal nicht viel gebracht hat? Wenn frühere Teile nicht vollends Rohrkrepierer waren, dann mussten sie sich schon freuen, wenn sie mit Ach und Krach Durchschnittskost bieten konnten.“ Genesis – Der Anfang ist „mit nur gut 70 Minuten Nettolaufzeit ein solider Genre-Vertreter, der wohl gerade deswegen überraschend gut ist, weil er sich weitgehend von den Vorgängern abgrenzt.“ „Verpackt ist das Ganze, das dank minimalistischer Spielorte schon fast kammerspielartige Wirkung erzielt, in eine atmosphärisch packende, fotografisch für einen Film dieser Art erstaunlich geschmeidige Umsetzung.“
Horrormagazin.de kritisiert: „Kinder des Zorns: Genesis – Der Anfang“ „Das soll der Anfang sein? Da wünschen wir uns doch gleich das Ende herbei. Und tatsächlich ist die überschaubare Laufzeit von unter 80 Minuten noch das Beste an diesem hysterisch-dämlichen Quatsch.“ „Der Film [setzt zumindest] neue Maßstäbe beim Thema ‚Protagonisten mit dem IQ eines Maiskolbens‘“ „Ebenso furchtbar ist die Geschichte erzählt: An keiner Stelle wird so richtig klar, was zur Hölle da eigentlich los ist.“